# Ryska cupen (bandy)
Ryska cupen i bandy är en rysk klubblagsturnering i bandy. Turneringen brukar spelas i oktober- november.

## Slutsegrare
- 2000/2001 -  HK Kuzbass [1]
- 2001/2002 -  SKA-Neftianik [2]
- 2002/2003 -  HK Kuzbass [3]
- 2003/2004 -  SKA-Neftianik [4]
- 2004/2005 -  HK Vodnik [5]
- 2005/2006 -  Dynamo Moskva [6]
- 2006/2007 -  Dynamo Moskva [7]
- 2007/2008 -  HK Kuzbass [8]
- 2008/2009 -  Dynamo Moskva [9]
- 2009/2010 -  Dynamo Kazan [10]
- 2010/2011 -  Dynamo Moskva
- 2011/2012 -  Dynamo Moskva
- 2012/2013 -  Dynamo Kazan
- 2013/2014 -  SKA-Neftianik